# Paul Camenisch
Paul Camenisch (* 7. November 1893 in Zürich; † 13. Februar 1970 in Basel) war ein Schweizer Architekt, Zeichner und Maler. Er war Mitbegründer der expressionistischen Künstlergruppen «Rot-Blau» (auch von Rot-Blau II) sowie der «Gruppe 33».

## Leben und Werk

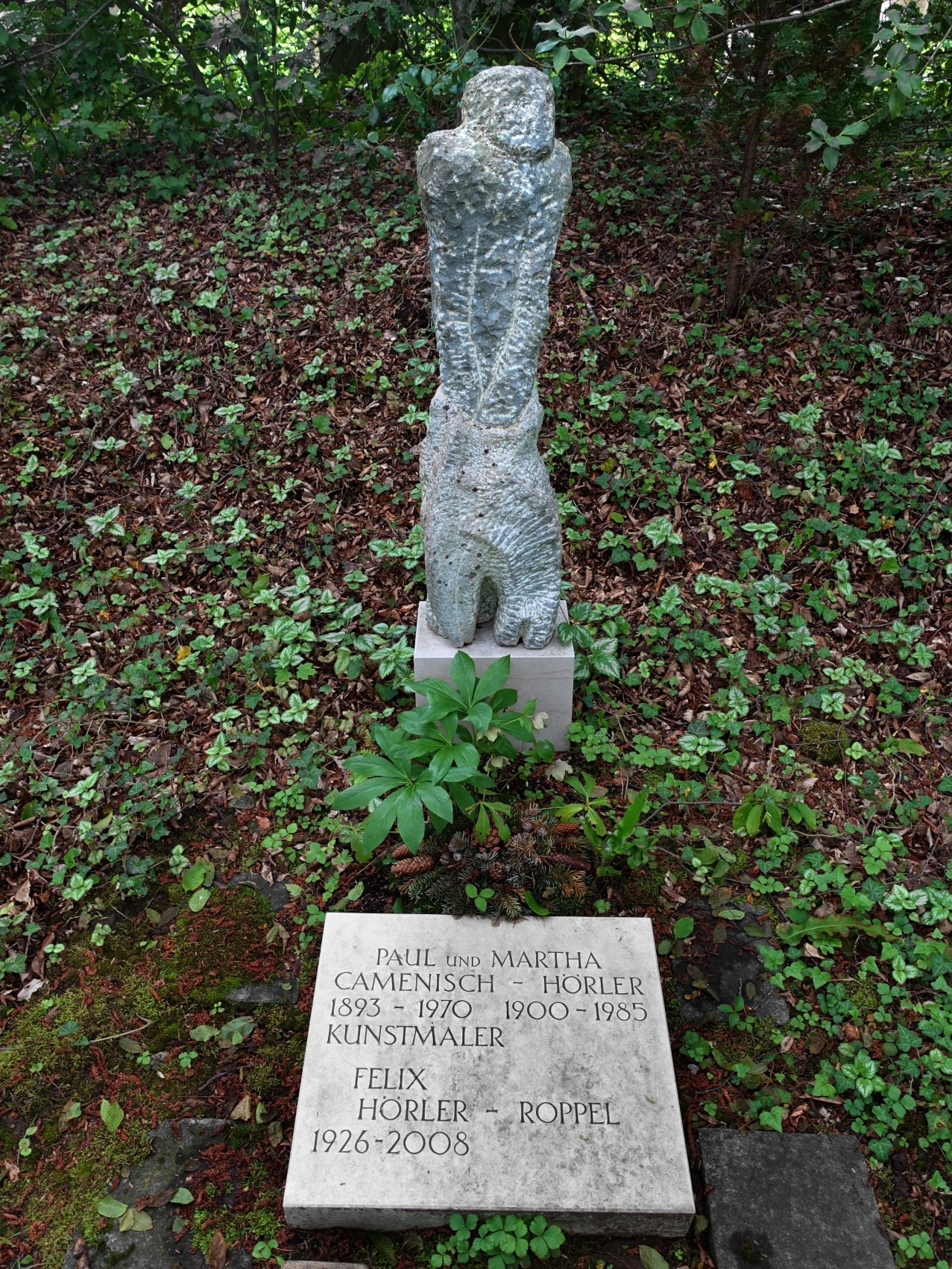
Camenischs Grab, Friedhof am Hörnli Riehen

Camenisch studierte von 1912 bis 1916 Architektur an der ETH Zürich bei Karl Moser. Von 1916 bis 1919 war er Bauführer in Ostpreussen, Danzig und Berlin. Von 1919 bis 1923 war er in verschiedenen Architekturbüros tätig. 1921 bis 1924 malte er erste Aquarelle mit phantastischen Architekturlandschaften. 1923 ging er mit einem Eidgenössischen Kunststipendium zunächst nach Ascona auf den Monte Verità, 1924 zog er in die «Villa Loverciano» in Castel San Pietro im Mendrisiotto um. Dort motivierten ihn die Freunde Hermann Scherer und Albert Müller für die Malerei. 1925 wandte er sich ganz von der Architektur ab und hin zur bildenden Kunst. 
In der Silvesternacht 1924/1925 gründeten Paul Camenisch, Hermann Scherer und Albert Müller die Künstlervereinigung «Gruppe Rot-Blau», eine Künstlervereinigung nach dem Vorbild der «Brücke», die den wichtigsten Beitrag zum Schweizer Expressionismus brachte, zu der wenig später noch Werner Neuhaus hinzu kam.
Im Sommer 1926 hielt Camenisch sich zusammen mit seiner späteren Frau Martha Hörler (1900–1985) zum ersten Mal für drei Monate bei Ernst Ludwig Kirchner in Frauenkirch auf; weiter Aufenthalte folgten. Im gleichen Jahr fand in der Kunsthalle Basel die von dem Förderer und Konservator Wilhelm Barth (1869–1934) organisierte dritte und letzte Ausstellung der Künstlergruppe «Rot-Blau» statt. Kirchner erwarb von Camenisch das Bildnis des Bildhauers Hermann Scherer (Öl auf Leinwand, 114 × 79,1 cm, 1926) und schenkte es wenig später dem Museum Folkwang in Essen. Dort wurde es 1937 in der Nazi-Aktion „Entartete Kunst“ beschlagnahmt. Es wurde 1937 in der NS-Ausstellung «Entartete Kunst» im Haus der Kunst in München gezeigt und gilt seither als verschollen.
Camenisch hatte sich zunächst in Farbe und Form an Ernst Ludwig Kirchner orientiert. Anfang der 30er Jahre entfernte sich sein Stil vom Expressionismus.
Nach dem Tod von Scherer und Müller erfolgte 1928 die Neugründung der «Gruppe Rot-Blau», auch «Rot-Blau II» genannt, mit Hans Stocker, Coghuf (Ernst Stocker), Otto Staiger, Charles Hindenlang und Max Sulzbachner. 1933 heiratete er Martha Hörler und war im gleichen Jahr einer der Mitbegründer der Basler Künstlervereinigung «Gruppe 33»; 1937 bis 1952 war er deren Präsident. 1953 wurde er wegen angeblicher politischer Aktivitäten auf einer Kulturreise nach Russland aus der Gruppe ausgeschlossen. Tatsächlich beschäftigte sich Camenisch neben seiner Malerei intensiv mit politischer Arbeit, zunächst in verschiedenen Hilfskomitees wie die Gründung des «Hilfswerks für Frauen und Kinder in Deutschland» und in der Emigrantenhilfe, unterstützt von seiner Frau die ebenfalls ein politisch aktives Mitglied in der PdA war. Mit der vorwiegend politisch bedingten künstlerischen und gesellschaftlichen Isolation wurden Galerien in Basel von der Hypothekarbank unter Druck gesetzt, Camenisch nicht mehr auszustellen.
1959 gelang es Camenisch, seine Arbeiten in einer grösseren Einzelausstellung im Musée de l’Athénée in Genf und 1962 in Prag zu präsentieren. Er beteiligte sich noch an den Vorbereitungen zu einer umfassenden Werkschau im August/September 1970 in der Kunsthalle Basel, verstarb jedoch am 13. Februar des gleichen Jahres. Er wurde in einem Grab auf dem Friedhof am Hörnli bestattet.